# Apeadeiro de Valongo - Vouga
O Apeadeiro de Valongo - Vouga, originalmente denominado de Valongo, é uma gare ferroviária do Ramal de Aveiro, que serve a vila de Valongo do Vouga, no município de Águeda, em Portugal.

## Descrição

### Serviços
Em dados de 2022, esta interface é servida por comboios de passageiros da C.P. de tipo regional, com dez circulações diárias em cada sentido, entre Aveiro e Sernada do Vouga (duas destas encurtadas a Macinhata do Vouga); como habitual nos apeadeiros desta linha, trata-se de uma paragem condicional, devendo os passageiros avisar antecipadamente o revisor para desembarques e assinalar da plataforma ao maquinista para embarques.

## História
Esta interface situa-se no troço entre Albergaria-a-Velha e Aveiro da rede ferroviária do Vouga, que foi inaugurado em 8 de Setembro de 1911, tendo sido construído pela Compagnie Française pour la Construction et Exploitation des Chemins de Fer à l'Étranger. (Em 1 de Janeiro de 1947, a Companhia dos Caminhos de Ferro Portugueses passaria a explorar a rede ferroviária do Vouga.)
Valongo não consta ainda dos horários da Linha do Vouga em 1913, tendo sido criado posteriormente.
 

Em 1935, foi modificado o perfil da via no local do apeadeiro de Valongo, de forma a ficar em patamar. Ainda assim, em 1985 este interface era ainda um ponto de paragem na linha, com infraestrutura mínima, sem plataformas nem abrigo para os passageiros — que foram mais tarde edificados.